# Republikánská lidová strana
Republikánská lidová strana (turecky Cumhuriyet Halk Partisi, CHP) je turecká sociálnědemokratická politická strana založená roku 1923 Mustafou Kemalem Atatürkem. Jedná se o nejstarší politickou stranu Turecka. Se 138 zástupci ve Velkém národním shromáždění je (vedle nacionalistické MHP) hlavní opoziční silou proti vládní AKP. Jejím předsedou je od listopadu 2023 Özgür Özel.
Strana hájí principy republiky tak, jak je vytyčil její zakladatel. Jde např. o nacionalismus či sekularismus. Politika CHP je do jisté míry tvořena vymezováním se vůči vládní straně AKP, kterou mimo jiné obviňuje z úmyslu podkopat republiku či zavést právo šaría.

## Postoj k EU
Přes značnou kritiku vedení přístupových rozhovorů s Evropskou unií si však CHP nemůže dovolit vystupovat odmítavě k evropské integraci, což je dáno ideologickým rozporem uvnitř strany. Členství v EU by dokončilo odkaz Atatürka, avšak trvalé začlenění Turecka do Evropy ohrožuje kemalismus jako státní ideologii, neboť podmínky pro vstup do EU nutně znamenají odstranění některých základních pilířů této ideologie (včetně silné role armády), které se snaží strana bránit.